# Ateos de América
Ateos de América (en inglés:American Atheists) es una organización estadounidense dedicada a defender las libertades civiles de las personas ateas.
Aboga por la completa separación Iglesia-Estado realizando charlas en instituciones educativas, universidades, clubs y en los medios de comunicación. También publican libros y la revista mensual American Atheist Magazine. Su sede se encuentra en Cranford (Nueva Jersey), tiene unos 2200 miembros y ha interpuesto numerosas causas legales contra instituciones públicas en las que no se cumple la separación iglesia-estado.

## Comité de Acción Política Estadounidenses sin Dios
En noviembre de 2005 se forma el Godless Americans Political Action Committee con el objetivo de adherirse a los candidatos políticos que apoyan la separación de la iglesia y el estado subsecuentemente los ateos han empezado a ser una voz que se da más a conocer en los Estados Unidos.

## Origen y casos judiciales
La asociación fue fundada bajo el nombre de Sociedad de Separacionistas en 1963 por Madalyn Murray O'Hair luego de dos casos judiciales:  Distrito escolar de Abington contra Schempp; y Murray contra Curlett (1959). Tanto Murray como Schempp retaron el mandato de orar en las escuelas públicas, negándose a hacerlo.
En 1959 Murray llevó un caso en nombre de su hijo, William J. Murray, quien había sido forzado a asistir a lecturas bíblicas en la escuela y fue acosado por profesores al negarse a participar.
El caso se conoce popularmente con el nombre Caso del distrito de Abington contra Schempp (aunque probablemente Murray contra Curlett resultó ser el más famoso) y llegó a la Corte Suprema de  Estados Unidos el 27 y 28 de febrero de 1963.
En su declaración, Madaley Murray dijo una persona atea se ama a sí misma y a sus compañeros en lugar de amar a Dios. Un ateo piensa que el cielo es algo que tenemos que vivir ahora y aquí en la Tierra, con todos los hombres juntos y unidos. Los magistrados emitieron su decisión el 17 de junio de 1963 por 8 votos a favor y uno en contra. El tribunal decidió que obligar a orar y llevar a cabo lecturas de la Biblia por ley era una violación de la Primera Enmienda a la Constitución de los Estados Unidos La Abogada Potter Stewart fue la única disidente.

## Problema en la dirección
El 27 de agosto de 1995, Madalyn, Jon y Robin O’Hair desaparecieron de la sede de la organización en Austin, Texas.
Ellen Johnson, activista asumió el control del American Atheist tras estas desapariciones. Días después, la policía reveló que los tres habían sido secuestrados, robados y asesinados por un antiguo empleado de la asociación, David Waters. El 2 de noviembre de 2002 en la Marcha de estadounidenses ateos a Washington, Johnson fue una de las conferenciantes invitadas.

## Otros casos
En 2002, American Atheists lleva ante la justicia al ayuntamiento de la localidad de Wildwood, Florida por mostrar decoraciones religiosas en el Ayuntamiento.
En mayo de 2007 la cadena ABC News hizo un reportaje acerca de la discriminación que sufrió la familia Smalkowski por parte de oficiales de gobierno en Hardesty, Oklahoma. El reportaje incluye información acerca del juicio llevado por American Atheists en nombre de la familia Smalkowski. El Juicio alega que la escuela pública del distrito había violado el derecho constitucional de Nicole Smalkowski en el Día Nacional de la Oración.
Según un anuncio en el blog de la organización el 2 de mayo de 2008, Johnson había dejado la presidencia de la organización por razones no especificadas. Después se demostró que su retiro no fue voluntario. Frank Zindler fue nombrado presidente. El 18 de septiembre de 2008, se anuncia que Ed Buckner había sido nombrado nuevo presidente de la organización.

## Actos y convenciones
En 2004, el grupo mantiene su trigésima convención nacional. La convención se llenó de escritores de superventas ateos y líderes de muchas otras organizaciones laicas.
En julio de 2006, Lt Gen H Steven Blum, jefe de la Oficina de la Guardia Nacional, dijo en una entrevista que agnósticos, ateos y religiosos, dejan sus creencia de lado cuando están en el frente en referencia a esto, el Sargento Mayor Katlheen Johnson fundador de la Asociación de militares ateos y librepensadores dijo que ateos y librepensadores son un grupo de gente que hace su servicio sin la necesidad de recurrir a un poder superior. American Atheists ayudó a organizar la campaña contra la frase no hay ateos en las trincheras.
El logo de los American Atheists es un emblema de creencia permitido y aprobado por el Departamento de Asuntos de Veteranos Estadounidense para marcas y lápidas.